# Domaine de Shiiya
Le domaine de Shiiya (椎谷藩, Shiiya-han) est un fief féodal japonais de l'époque d'Edo situé dans la province d'Echigo (actuelle préfecture de Niigata). Il était dirigé à partir du jin'ya de Shiiya dans l'actuelle ville de Kashiwazaki par le clan Hori durant la totalité de son histoire.

## Histoire
L'histoire du domaine de Shiiya commence lorsque Hori Naoyuki, le 4e fils du célèbre général Hori Naomasa, est récompensé d'un fief de 5 500 koku pour son rôle durant le siège d'Ōsaka. Son fils, Hori Naokage, est Edo-bugyō et jisha-bugyō, et réunit un territoire évalué à 9 500 koku auquel il ajoute 2 000 koku de terres rizicoles nouvellement développées pour qualifier son statut de daimyō. Il établit son siège dans la province de Kazusa au domaine de Kazusa-Kariya (1642-1668), que son fils, Hori Naoyoshi, fait déplacer au domaine de Kazusa-Hachiman (1668-1698). Le fils de celui-ci, Hori Naosada, installe ensuite son siège dans la province d'Echigo en 1698, ce qui marque la création du domaine de Shiiya. Le siège du clan reste à Shiiya jusqu'à la restauration de Meiji, cependant, le daimyō reste en résidence permanente à Edo et dirige le domaine au titre de seigneur absent.
Durant le règne du 8e daimyō, Hori Akitomo, des réformes fiscales sont approuvées. Mais Akitomo est de santé faible et ne vit pas assez longtemps pour voir l'application de ces réformes. Le domaine est durement frappé par la grande famine de Tenmei (en) qui provoque une grande révolte paysanne.
Durant la guerre de Boshin, le domaine est le théâtre de la bataille de Hokuetsu. En juillet 1871, avec l'abolition du système han, le domaine de Shiiya est brièvement transformé en préfecture de Shiiya, laquelle est ensuite absorbée dans la nouvelle préfecture de Niigata. Sous le gouvernement de Meiji, Hori Yukiyoshi, le dernier daimyō du domaine de Shiiya, reçoit le titre de baron (danshaku) selon le système nobiliaire kazoku.

## Possessions à la fin de l'époque d'Edo
Comme la plupart des domaines japonais, Shiiya est composé de plusieurs territoires discontinus dont la valeur kokudaka est fondée sur une estimation périodique du potentiel agricole,.
- Province d'Echigo
  - 21 villages dans le district de Kariwa

- Province de Shinano
  - 2 villages dans le district de Minochi
  - 7 villages dans le district de Takai

## Liste des daimyōs
| #                           | Nom                    | Règne     | Titre de courtoisie       | Rang de cour            | Kokudaka    | Notes |
| --------------------------- | ---------------------- | --------- | ------------------------- | ----------------------- | ----------- | ----- |
| Clan Hori (fudai) 1698-1871 |                        |           |                           |                         |             |       |
| 1                           | Hori Naosada (堀直宥)  | 1698-1711 | Shikibu-no-sho (式部少輔) | 5e inférieur (従五位下) | 10 000 koku |       |
| 2                           | Hori Naonaka (堀直央)  | 1711-1720 | Hida-no-kami (飛騨守)     | 5e inférieur (従五位下) | 10 000 koku |       |
| 3                           | Hori Naotsune (堀直恒) | 1720-1730 | Tōtōmi-no-kami (遠江守)   | 5e inférieur (従五位下) | 10 000 koku |       |
| 4                           | Hori Naohisa (堀直旧)  | 1730-1748 | Izumo-no-kami (出雲守)    | 5e inférieur (従五位下) | 10 000 koku |       |
| 5                           | Hori Naoyoshi (堀直喜) | 1748-1751 | Hida-no-kami (飛騨守)     | 5e inférieur (従五位下) | 10 000 koku |       |
| 6                           | Hori Naoaki (堀直著)   | 1751-1768 | Daizen-no-suke (大膳亮)   | 5e inférieur (従五位下) | 10 000 koku |       |
| 7                           | Hori Naonobu (堀直宣)  | 1768-1781 | Bizen-no-kami (備前守)    | 5e inférieur (従五位下) | 10 000 koku |       |
| 8                           | Hori Asatomo (堀著朝)  | 1781-1792 | Shikibu-no-sho (式部少輔) | 5e inférieur (従五位下) | 10 000 koku |       |
| 9                           | Hori Naonori (堀直起)  | 1792-1807 | Omi-no-kami (近江守)      | 5e inférieur (従五位下) | 10 000 koku |       |
| 10                          | Hori Naoharu (堀直温)  | 1808-1812 | Chikugo-no-kami (筑後守)  | 5e inférieur (従五位下) | 10 000 koku |       |
| 11                          | Hori Naochika (堀直哉) | 1812-1830 | Omi-no-kami (近江守)      | 5e inférieur (従五位下) | 10 000 koku |       |
| 12                          | Hori Naotoshi (堀之敏) | 1830-1862 | Izumo-no-kami (出雲守)    | 5e inférieur (従五位下) | 10 000 koku |       |
| 13                          | Hori Naoyoshi (堀之美) | 1863-1871 | Ukyo-no-suke (右京亮)     | 5e inférieur (従五位下) | 10 000 koku |       |